# Kościół św. Stanisława w Jaśle
Kościół św. Stanisława (pot. kaplica gimnazjalna lub „Kościółek”) – rzymskokatolicki kościół parafialny znajdujący się w Jaśle. Został wzniesiony pod koniec XIX w., jako kaplica przy jasielskim gimnazjum. Zdewastowany przez Niemców w 1944 r., został odrestaurowany i od 1971 r. pełni funkcję głównej świątyni parafii św. Stanisława.

## Lokalizacja
Kościół usytuowany jest w centrum Jasła, przy skrzyżowaniu ulic Czackiego i Mickiewicza. Jest to budowla wolnostojąca, z prezbiterium skierowanym na północny zachód. Tuż obok znajdują się budynki I LO im. Króla Stanisława Leszczyńskiego, od strony południowej znajduje się skwer, a na zachód od kościoła znajdują się bloki mieszkalne.

## Historia
Pod koniec XIX w. w Jaśle istniała tylko jedna parafia (Wniebowzięcia NMP) obejmująca miasto i dwadzieścia okolicznych wsi, z sumarycznie ok. 9 tysiącami mieszkańców. Stałe przepełnienie kościoła parafialnego wiernymi doprowadziło do powstania koncepcji budowy dodatkowego budynku – kaplicy. Inicjatywę zapoczątkowali ówczesny dyrektor gimnazjum Klemens Sienkiewicz wraz z żoną Herminą oraz nauczyciele. Fundusze zebrano dzięki składkom mieszkańców miasta i okolicznych wsi. Zbiórką zajmowała się przede wszystkim Hermina Sienkiewicz, która w celu pozyskania pieniędzy zorganizowała m.in. przedstawienia teatralne oraz zabawę fantową. Materiały na budowę zostały pozyskane z pomocą ziemian: właściciel Gorajowic ofiarował kamieniołom na cel pozyskania kamienia, a Włodkowa, właścicielka dóbr trzcinickich podarowała drewno w znacznych ilościach. Powołano komitet budowy, w składzie: Stanisław Kotarski (właściciel dóbr Brzyska, marszałek powiatu), Adam Skrzyński, Stanisław Klobassa Zręcki (właściciel kopalni ropy naftowej w Bóbrce), Romuald Palch, starosta Roman Gabryszewski, burmistrz miasta Alojzy Metzeger, proboszcz ks. Leon Sroczyński, katecheta ks. Szymon Cetnarski i dyrektor szkoły Klemens Sienkiewicz. Koszt budowy obiektu oszacowano na 15 000 ówczesnych złotych. Działkę obok gimnazjum oddały pod budowę władze miasta.
Kamień węgielny pod kaplicę poświęcił uroczyście 28 maja 1892 r. miejscowy proboszcz, ks. Leon Sroczyński. Do końca tego roku mury kaplicy wzniesiono do wysokości 4 m. W celu zebrania dalszych funduszy odbyły się kolejne zbiórki publiczne i impreza fantowa (z której udało się uzyskać 1415 złr), a także zorganizowano koncert w auli gimnazjalnej. Inwestycję ukończono w 1893 r., a konsekracja miała miejsce 7 grudnia. Budowla otrzymała wówczas wezwanie św. Stanisława biskupa krakowskiego. Według ustaleń komitetu budowy, w kaplicy msze miały być odprawiane po dwa razy („dla uczniów i dla ogółu wiernych”) w niedziele i święta.
19 maja 1909 r. (wg innego źródła w 1919 r.) miała miejsce uroczystość wmurowania w prezbiterium pamiątkowych tablic poświęconych dyrektorowi gimnazjum Klemensowi Sienkiewiczowi oraz katechecie, ks. Stanisławowi Falęckiemu. Z tej okazji odbyło się specjalne nabożeństwo.

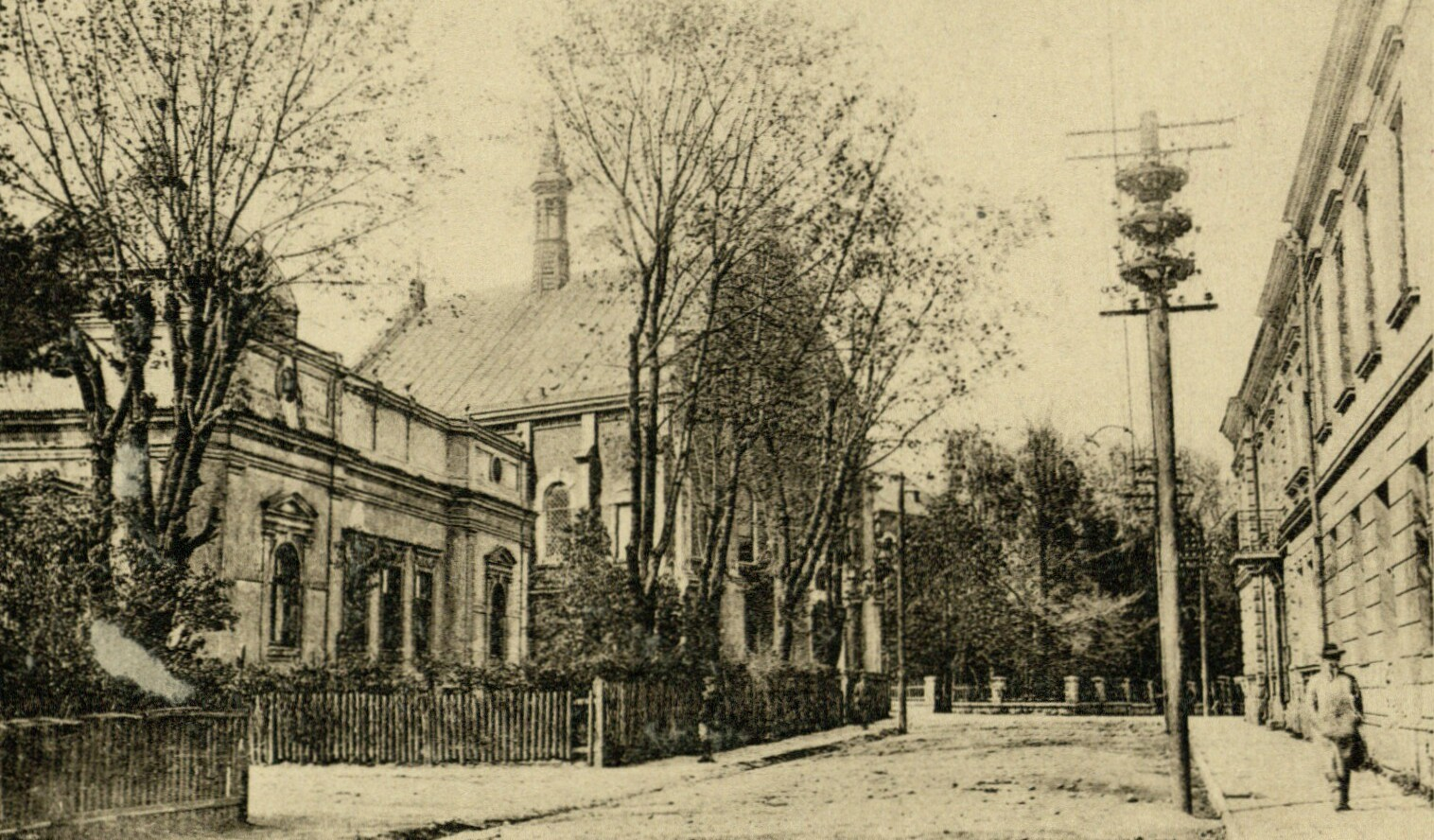
Kaplica gimnazjalna przed dewastacją w 1944 r.

W czasie I wojny światowej kaplica nie doznała poważnych zniszczeń. We wrześniu 1939 r. rozpoczęła się II wojna światowa, a miasto zajęły wojska niemieckie. Zgodnie z rozporządzeniem władz okupacyjnych kaplica pełniła funkcję schronienia dla przesiedlonych. Wykorzystywano ją również jako magazyn zboża. Rektorem kaplicy przez cały okres trwania konfliktu był ks. Aleksander Gotfryd.
W listopadzie 1944 r. kaplicę spalono w ramach niemieckiej akcji unicestwienia Jasła. Całkowitemu zniszczeniu uległo wnętrze i dach z sześcioboczną sygnaturką o strzelistym hełmie (ocalały mury i sklepienie nad prezbiterium). Szaty liturgiczne, które nie zostały wcześniej skradzione (m.in. ornaty, kapę i stuły), zdążył uprzednio przenieść do Nowego Sącza Niemiec Heinrich Müsch. Przekazał je do plebanii kościoła św. Małgorzaty, z prośbą o zwrócenie ich kościołowi gimnazjalnemu po zakończeniu wojny.
Po wojnie podjęto decyzję o odbudowie kaplicy gimnazjalnej jako pierwszego obiektu sakralnego w mieście, gdyż według oceny jaślan najbardziej nadawała się ona do szybkiego uruchomienia. Dokonano odgruzowania, następnie wykonano drewniane sklepienie i konstrukcję dachu, po czym przykryto świątynię blaszanym dachem, wykonanym przy użyciu pociętych elementów dawnego pokrycia. Pracami kierowała parafia jasielska, która finansowała przedsięwzięcie. Część środków uzyskano z subwencji na odbudowę miasta. Już po kilku miesiącach, we wrześniu 1945 r., kaplicę z trzema prowizorycznymi ołtarzami otwarto dla wiernych. Do czasu odbudowy fary (pierwszą mszę po wojnie odprawiono tam 8 grudnia 1949 r.) przejęła ona funkcję kościoła parafialnego.
Ks. Aleksander Gotfryd pełnił funkcję rektora do 1961 r.; sprowadził do kościoła stacje Drogi Krzyżowej oraz zlecił prof. Wiktorowi Zinowi wykonanie projektu ołtarza głównego, który formą miał być zbliżony do tego sprzed wojny – projekt ten nie został jednak zatwierdzony przez Komisję Artystyczną i Liturgiczną Kurii Przemyskiej.
Po ustąpieniu ks. Gotfryda ze stanowiska rektora, budowla stała się kościołem filialnym – zaczęła podlegać bezpośrednio proboszczowi parafii jasielskiej. Wykonanie ołtarza głównego ks. Stanisław Dudziński, ówczesny pleban, powierzył rzeźbiarzowi-amatorowi Józefowi Koczapskiemu. Został on poświęcony 12 maja 1963 r. przez ks. bpa Franciszka Bardę. Równocześnie pokryto ściany prezbiterium polichromią i wykonano witraże. Prace kontynuowano w 1964 r.; projektantem polichromii wnętrza został prof. Stanisław Jakubczyk. Wykonał on także osiem mozaik przedstawiających polskich świętych i błogosławionych, które znalazły się na ścianach kościoła – część z nich została przysłonięta przez organy.
1 czerwca 1971 r., decyzją ks. bpa Ignacego Tokarczuka, utworzono parafię św. Stanisława, która objęła tereny wydzielone z północno-zachodniej części parafii Wniebowzięcia NMP i w początkowym okresie swojego istnienia liczyła ok. 4000 wiernych. Pierwszym proboszczem został ks. Stanisław Kołtak. W lutym 1976 r. parafia została oficjalnie uznana prawnie przez Urząd do Spraw Wyznań.
W listopadzie 1971 r. zakupiono do kościoła nagłośnienie, w latach 1973–1978 wstawiono nowe witraże (wykonane przez Jana Paczkę), a w latach 1975–1976 zamontowano nowe organy, które poświęcił ks. bp Ignacy Tokarczuk. W 1983 r. przeprowadzono prace przy zakrystii – m.in. powiększono ją oraz wybudowano pod nią składzik.
W latach 90. XX w. nowy proboszcz, ks. Tadeusz Paszek, zainicjował wymianę instalacji nagłaśniającej oraz zakup nowych ławek i mebli do zakrystii. W 1996 r. wykonano nowe ogrodzenie wg projektu Krzysztofa Habrata. Wokół świątyni ułożono płytkami obejście. W 1999 r. m.in. zastąpiono drewniany strop żelbetowym wg projektu Romana Libuszowskiego (wykonawcą było Przedsiębiorstwo „Naftobudowa”) oraz zakonserwowano pokrycie dachu. W 2000 r. w dawnym składziku-przedsionku wybito otwór i wstawiono schody (wykonane przez kowala Leśniaka), a także wyłożono plac przykościelny kostką brukową oraz wykonano ogrodzenie od strony południowej i wschodniej. W 2001 r. do świątyni wstawiono cztery nowe konfesjonały.

## Architektura
Budowla została wzniesiona w stylu eklektycznym: z zewnątrz przeważają elementy neogotyckie, a wnętrze było pierwotnie neoromańskie. Jest jednonawowa, z korpusem na rzucie wydłużonego prostokąta. Niższe od niego prezbiterium, które z nawą łączy pełny łuk tęczowy, jest zamknięte trójbocznie. Od południa przylega do niego prostokątna dobudówka.
Kościół został zbudowany z cegły ceramicznej, ułożonej naprzemiennie w wątku główkowym i wozówkowym. Spoinowanie pomiędzy cegłami jest koloru czarnego. Mury wsparto od zewnątrz skarpami, wewnątrz otynkowano i wzmocniono pilastrami. Nad prezbiterium znajduje się sklepienie wielopolowe, zbliżone do konchowego, a kruchta została sklepiona krzyżowo. Nad nawą znajduje się płaski, żelbetowy strop.
Empora obiega świątynię z trzech stron, umownie dzieląc korpus na „nawy boczne” i „nawę środkową”. Jej arkady wyznaczają przęsła „naw bocznych”. Jest ich sześć, przy czym pierwsze przęsła zajmują analogiczne pomieszczenia o rzucie kwadratu: od strony północnej przedsionek ze schodami prowadzącymi na chór, a od strony południowej – zakrystia.
Elewacje urozmaicają ozdobne obramienia, w które ujęte są otwory okienne, blendy, gzymsy (kordonowy, oddzielający od siebie kondygnacje oraz wieńczący, z rzędem ząbków, przy prezbiterium bez) oraz skarpy. Fasada jest trzyosiowa, osie wyznaczają blendy, pasowe boniowanie oraz potrójne okna. Pośrodku szczytu znajduje się oculus, a nad nim umieszczono ozdobną płycinę z łacińskim napisem SOLI DEO (pol. JEDYNEMU BOGU).
Kształt otworów okiennych i drzwiowych oraz blend jest zróżnicowany – są zamknięte półkoliście, odcinkowo lub mają kształt prostokąta.
Posadzki w nawie i na emporze wyłożone są ozdobnym lastriko, a w zakrystii i składziku – płytkami ceramicznymi.
Dachy świątyni są kryte blachą, a skarpy i gzymsy osłonięte dachówką ceramiczną. Nawa przykryta jest dachem dwuspadowym, prezbiterium – dwuspadowym, który nad apsydą przechodzi w trójpołaciowy. Kruchta i najniższa dobudówka są przykryte osobnymi dachami. Więźba dachowa jest drewniana, konstrukcji płatowo-krokwiowej.
Powierzchnia użytkowa budowli wynosi 372 m², kubatura liczy 3085 m³.

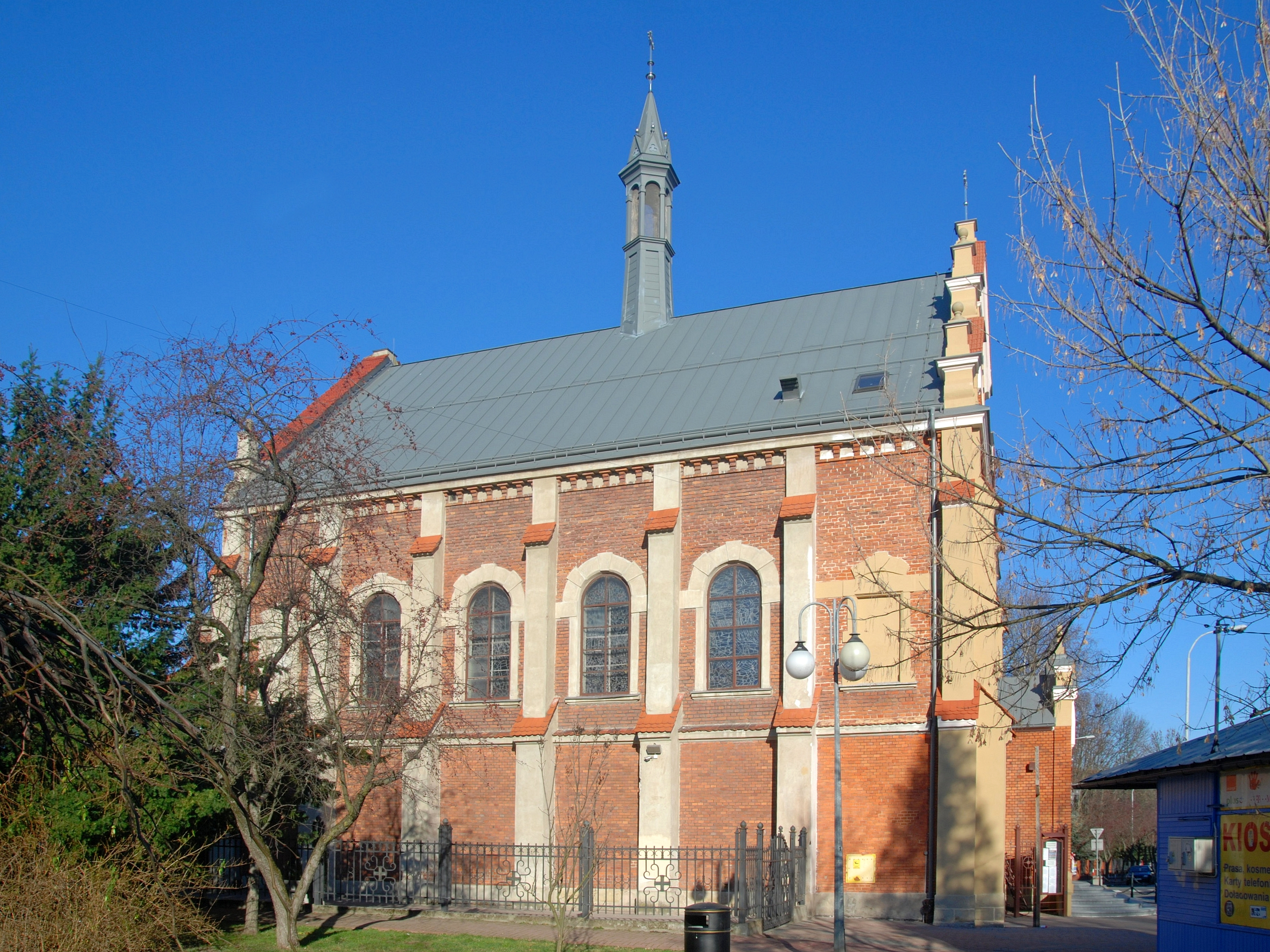
Elewacja południowa
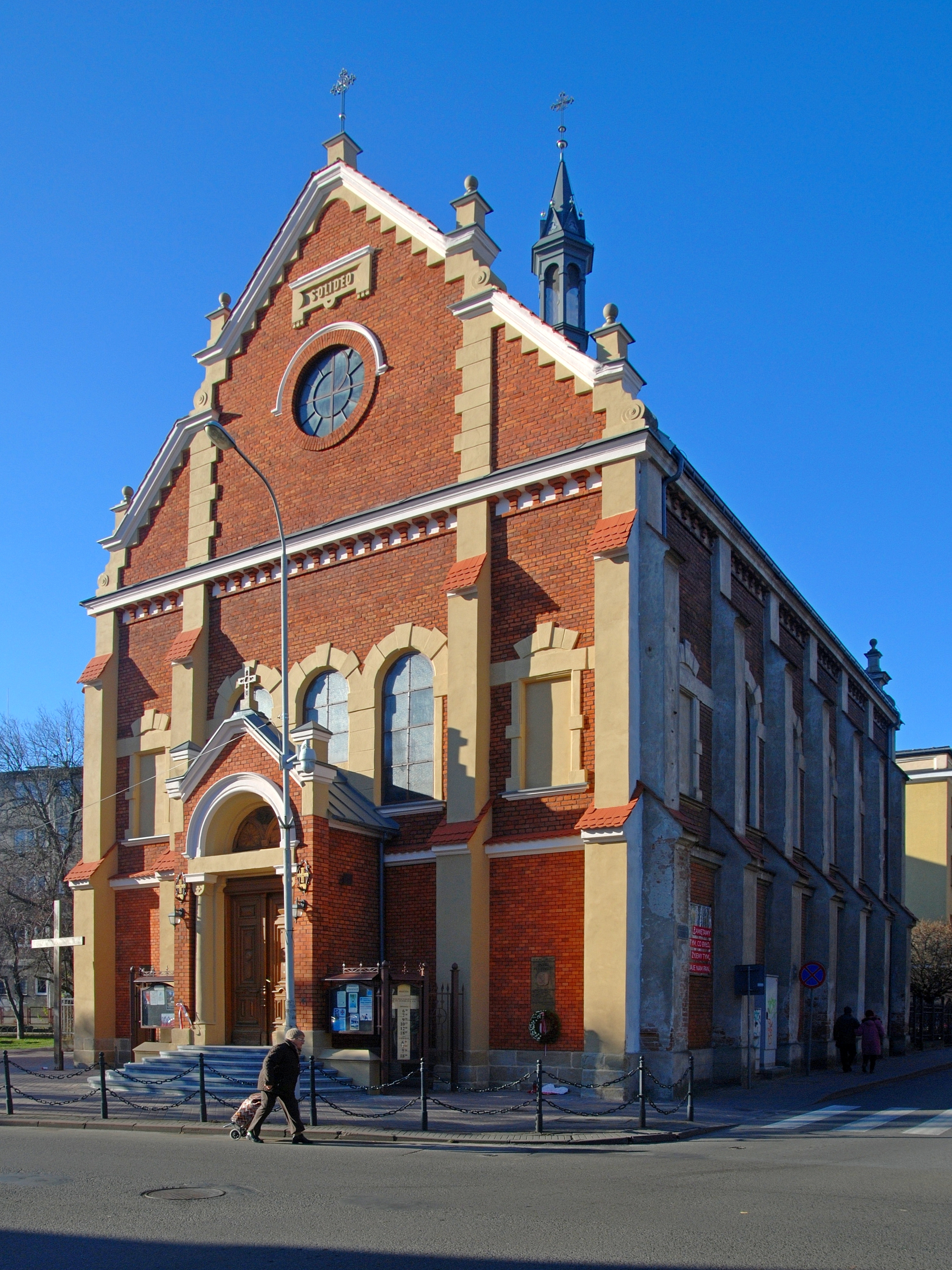
Elewacja wschodnia
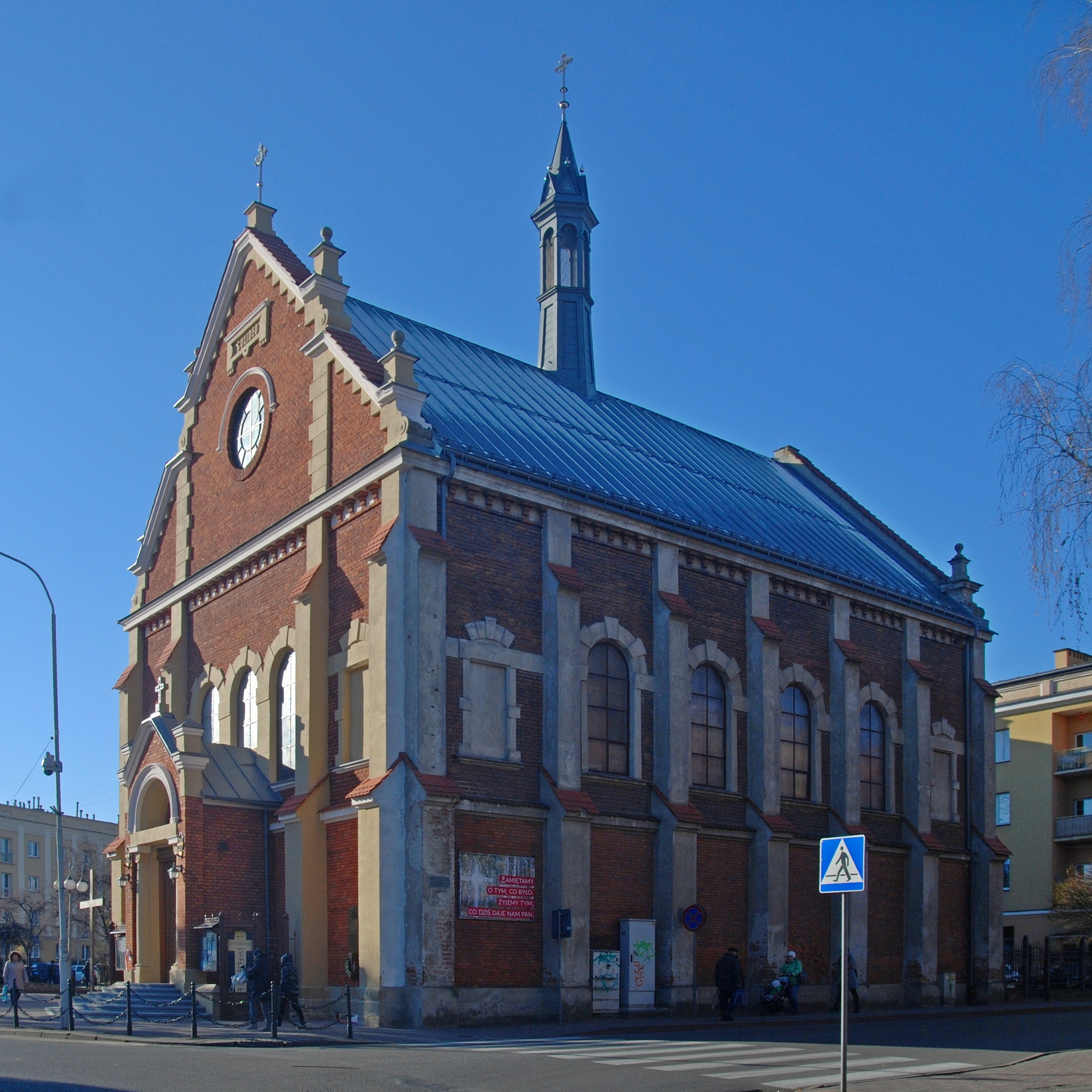
Elewacja północna